# فاطی محمد
فاطی محمد (انگلیسی: Fati Mohammed؛ زادهٔ ۴ ژوئن ۱۹۷۹) بازیکن فوتبال اهل غنا است.
وی همچنین در تیم ملی فوتبال زنان غنا بازی کرده‌است.